# Eurysa lineata
Eurysa lineata är en insektsart som först beskrevs av Jean Pierre Omer Anne Édouard Perris 1857.  Eurysa lineata ingår i släktet Eurysa och familjen sporrstritar. Arten är reproducerande i Sverige. Utöver nominatformen finns också underarten E. l. livens.